# Suore di Sant'Anna (Torino)
le suore di Sant'Anna sono un istituto religioso femminile di diritto pontificio: i membri di questa congregazione pospongono al loro nome la sigla S.S.A.

## Storia

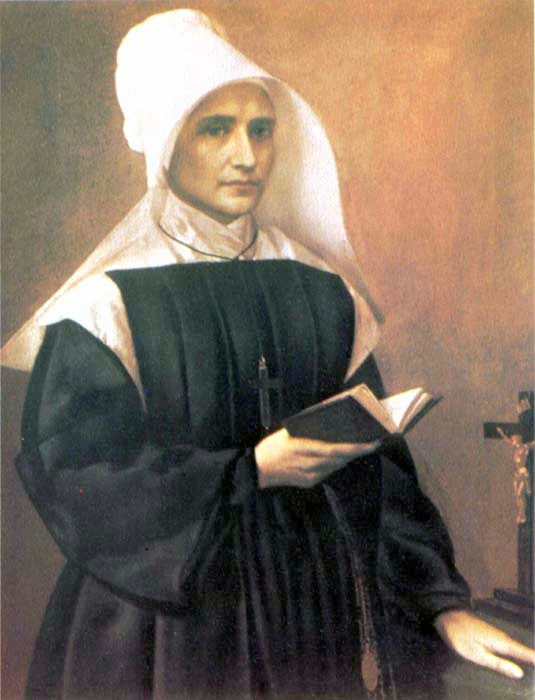
Maria Enrichetta Dominici, cofondatrice della congregazione

La congregazione sorse a Torino nel 1834 a opera dei marchesi di Barolo, i coniugi Carlo Tancredi Falletti e Giulia Colbert: nel 1835 aprirono la loro villa di Moncalieri a un gruppo di orfanelle e ne affidarono la cura a una comunità di suore, che si diffusero rapidamente in altri centri del Piemonte ed estesero il loro apostolato all'assistenza a prostitute e carcerati.
Nel 1862 fu eletta superiora generale Maria Enrichetta Dominici (1829-1894): sotto il suo generalato l'istituto venne e furono aperte le prime missioni in India (1870). Ella resse l'istituto fino al 1890, riordinandolo e dandogli un saldo ritmo di sviluppo, tanto da esserne ritenuta la cofondatrice.
L'istituto venne approvato da papa Gregorio XVI l'8 marzo del 1846. Il titolo originario della congregazione (suore della Provvidenza) venne successivamente mutato in "suore di Sant'Anna della Provvidenza" e, nel 1972, divenne definitivamente "suore di Sant'Anna".
La Dominici è stata beatificata il 7 maggio 1978 da papa Paolo VI.

## Attività e diffusione
Fini dell'istituto solo l'istruzione ed educazione cristiana della gioventù e l'assistenza all'infanzia povera e abbandonata.
Sono presenti in Albania, Argentina, Brasile, Camerun, Filippine, Messico, Perù, India, Italia, Regno Unito e Svizzera: la sede generalizia è a Roma.
Alla fine del 2008 l'istituto contava 1.262 religiose in 174 case.